# 제이컵 키플리모
제이컵 키플리모(영어: Jacob Kiplimo, 2000년 9월 12일~)는 우간다의 육상 선수로 주 종목은 장거리 달리기이다. 올림픽에 3회 참가했고 2020년 하계 올림픽 남자 10000m 동메달을 획득했다. 또한 세계 선수권 대회에서 동메달 1개를 획득했다.